# سرگی شوارتسوف
سرگی شوارتسوف (انگلیسی: Sergii Shevtsov؛ زادهٔ ۲۹ ژوئن ۱۹۹۸) ورزشکار ورزش شنا اهل اوکراین است.
وی در مسابقات کشوری و بین‌المللی در مجموع برندهٔ ۱ مدال نقره شده‌است.